# Боско-Арена
«Боско-Арена» — спортивний комплекс у Львові для тренування та проведення спортивно-масових заходів. Входить до складу спортивного клубу «Дон Боско», заснованого отцями Салезіянами, у якому займаються спортом вихованці Молодіжного навчального центру імені святого Івана Боско. 
Більшу частину першого поверху будівлі займає ремонтно-навчальна автомайстерня, також тут розташовано 4 навчальні класи, санвузли, гардеробні та душові кімнати. На другому поверсі — спортивний зал із майданчиком для ігрових видів спорту (футзал, гандбол, волейбол) розміром 40 x 20 метрів із двома групами основних глядацьких трибун загальною місткістю 588 місць і балконом для розміщення апаратури телетрансляцій та коментування матчів над північно-східною трибуною. У торцях будівлі є сходи, які ведуть на другий поверх та три глядацьких балкони. Також будівлю обладнано пасажирським ліфтом.
З вересня 2021 року на майданчику «Боско-Арени» проводять свої домашні матчі чоловіча футзальна команда «Енергія» та чоловіча волейбольна команда «Барком-Кажани». З вересня 2022 року — чоловіча футзальна команда «in. IT».
З 21 жовтня по 24 жовтня 2021 року «Боско-Арена» приймала матчі основного раунду кваліфікації Чемпіонату Європи з футзалу серед жінок 2022 року.